# Нова Федоровка
Нова Фе́доровка (рос. Новая Фёдоровка, ерз. Новая Федоровка) — село у складі Старошайговського району Мордовії, Росія. Адміністративний центр Новофедоровського сільського поселення.
Населення — 372 особи (2010; 485 у 2002).
Національний склад (станом на 2002 рік):
- росіяни — 97 %